# 판교군
판교군(板橋郡)은 조선민주주의인민공화국의 강원도에 속해 있는 군이다. 이름은 현재 판교군의 중심지역인 구 판교면에서 따왔다. 판교라는 이름은 림진강이 군을 종단하는데, 널다리를 놓아서 강을 건넌다는 뜻으로 부르던 너더리를 한자로 옮긴 것이다.

## 지리
지역은 주로 산지로 이루어져 있고 마식령산맥과 아호비령산맥이 통과한다. 산 중에서 최고봉은 1,340m의 백년산이고 림진강이 흐른다. 전체 면적의 약 88%가 산림이다. 동쪽은 세포군, 남동쪽에는 평강군, 북동쪽은 법동군에, 남쪽은 이천군, 서쪽과 북서쪽은 황해북도 곡산군과 신평군에 접하여 있다.

## 역사
1945년 8월 시점에 강원도 이천군의 북부를 차지하고 있었다. 1952년 12월, 판교면·락양면·방장면을 중심으로 산내면·룡포면의 일부, 황해도 곡산군 동촌면의 일부가 판교군으로서 편성되었다.

## 행정 구역
1읍 22리로 구성되어 있다.
- 판교읍 (板橋邑)
- 천암리 (川岩里)
- 사동리 (寺洞里)
- 하린원리 (下燐原里)
- 상린원리 (上燐原里)
- 금평리 (金坪里)
- 구당리 (龜塘里)
- 룡지리 (龍池里)
- 리상리 (梨上里)
- 리하리 (梨下里)
- 경도리 (京都里)
- 풍현리 (楓峴里)
- 룡천리 (龍川里)
- 명덕리 (明德里)
- 룡포리(龍浦里)
- 개련리 (開蓮里)
- 구봉리 (九峰里)
- 지하리 (支下里)
- 지상리 (支上里)
- 군한리 (君漢里)
- 룡당리 (龍塘里)
- 룡흥리 (龍興里)
- 상두리 (上頭里)

## 산업
농업은 산이 많은 지형 때문에 어려우나 옥수수, 감자, 콩, 밀, 보리가 재배되고 과수업과 축산업도 이루어지고 있다. 구리와 니켈이 매장되어있어 광업도 행해진다.

## 교통
철도 노선인 청년이천선을 통해 황해남도 평산역과 강원도 세포역으로 연결된다.

## 같이 보기
- 조선민주주의인민공화국의 지리
- 조선민주주의인민공화국의 행정 구역